# Maria Ulatowska
Maria Ulatowska (ur. 15 sierpnia 1948 w Warszawie) – polska pisarka specjalizująca się głównie w literaturze z gatunku powieści obyczajowej.

## Życiorys
Studiowała prawo na Uniwersytecie Warszawskim oraz bankowość na SGH. Pracowała m.in. w Stołecznym Przedsiębiorstwie Handlu Wewnętrznego, w PP „Moda Polska”, w Centrali Narodowego Banku Polskiego. Przez ostatnie 15 lat pracy zawodowej zajmowała się prawem dewizowym; była współautorką książki wydanej w 2000 przez wydawnictwo Twigger „Prawo dewizowe. Komentarz”. Przez kilka lat prowadziła też wykłady z tej dziedziny. Obecnie – na emeryturze. Jako prozaiczka zadebiutowała w 2011 książką Sosnowe dziedzictwo.

## Książki[2]
Książki z cyklu Sosnówka:
- 1) Sosnowe dziedzictwo, Prószyński i S-ka, data wydania: 08.02.2011[3]   (tom 1)
- 2) Pensjonat Sosnówka, Prószyński i S-ka, data wydania: 10.05.2011   (tom 2)
- 3) Rodzina z Sosnówki, Prószyński i S-ka, data wydania: 18.02.2015   (tom 3)

Książki z cyklu: historia księdza Czesława i Marii:
- 1) Historia spisana atramentem, Prószyński i S-ka, data wydania 11.10.2016, współautor – Jacek Skowroński[4]     (tom 1)
- 2) Kartka ze szwajcarskim adresem, Prószyński i S-ka, data wydania 13.02.2018, współautor – Jacek Skowroński[5]   (tom 2)
- 3) Tylko milion, Prószyński i S-ka, data wydania 25.04.2017, współautor – Jacek Skowroński[6]    (tom 3)

Książki z cyklu Szczepankowskiego:
- 1) Pewnego lata w Szczepankowie, Prószyński i S-ka, data wydania 8.05.2018, współautor – Jacek Skowroński[7] (cykl Szczepankowski tom 1).
- 2) Niecodzienny upominek, Prószyński i S-ka, data wydania 16.10.2018, współautor – Jacek Skowroński[8] (cykl Szczepankowski tom 2).
- 3) Dziewczyna ze Szczepankowa, Prószyński i S-ka, data wydania 12.03.2019, współautor – Jacek Skowroński[9] (cykl Szczepankowski tom 3).
- 4) I tak nie przestanę Cię kochać, Prószyński i S-ka, data wydania 12.09.2019, współautor – Jacek Skowroński (cykl Szczepankowski tom 4).
- Co komu pisane, Prószyński i S-ka, data wydania 11.02.2021, współautor – Jacek Skowroński.
- 1) Pałac w Moczarowiskach, Prószyński i S-ka, data wydania 4.08.2020, współautor – Jacek Skowroński.
- 2) Dziedziczka z Moczarowisk, Prószyński i S-ka, data wydania 10.06.2021, współautor – Jacek Skowroński.

Pozostałe
- Domek nad morzem, Prószyński i S-ka, data wydania: 4.10.2011[10].
- Przypadki pani Eustaszyny, Prószyński i S-ka, data wydania: 20.03.2012[11].
- Kamienica przy Kruczej, Prószyński i S-ka, data wydania: 16.10.2012.
- Całkiem nowe życie, Prószyński i S-ka, data wydania: 7.05.2013.
- Prawie siostry, Prószyński i S-ka, data wydania 18.02.2014.
- Autorka, Prószyński i S-ka, data wydania 6.08.2014, współautor – Jacek Skowroński.
- Pokój dla artysty, Prószyński i S-ka, data wydania 17.09.2015, współautor – Jacek Skowroński[12].
- Ostatni list, Prószyński i S-ka, data wydania 17.05.2016[13].
- Taki krótki urlop, Wydawnictwo Filia, data wydania 26.01.2022, współautor – Jacek Skowroński.
- Tajemnica willi Sielanka, wydawnictwo FILIA, premiera 27.07.2022. ISBN 978-83-8280-120-0, współautor – Jacek Skowroński.
- Kobiety Rawenów, wydawnictwo FILIA, premiera 22.02.2023, współautor – Jacek Skowroński.
- Zaginiony rękopis, wydawnictwo FILIA, premiera 26.07.2023, współautor – Jacek Skowroński.
- Tajemnica Florentyny, Wydawnictwo Skarpa Warszawska, premiera 19.06.2024, współautor – Jacek Skowroński.
- Hotel w Zakopanem, wydawnictwo Skarpa Warszawska, premiera 13.11.2024, współautor – Jacek Skowroński.
- Cztery mile za Warszawą, wydawnictwo Skarpa Warszawska, premiera 26.03.2025, współautor – Jacek Skowroński.